# Relaciones Filipinas-Rusia
Las relaciones entre Rusia y Filipinas (en ruso: Российско-филиппинские отношения; en filipino: Ugnayang Pilipinas at Rusya) son las relaciones bilaterales entre la Federación Rusa y la República de Filipinas. Ambos países son miembros de la APEC.

## Historia
Filipinas se independizó en 1946, pero durante los casi treinta años siguientes no hubo relaciones diplomáticas entre Manila y Moscú. En ello tuvo mucho que ver que Filipinas fuera un país aliado a Estados Unidos. Por ello, Filipinas se opuso sistemáticamente al bloque socialista. Esta situación cambió con el presidente Ferdinand Marcos. 
En mayo de 1972, Filipinas creó la Sociedad de Amistad Filipinas-URSS. En junio de 1974, surgió la sociedad soviética «URSS-Filipinas». En el mismo año 1974, se legalizó el Partido Comunista en Filipinas. El 2 de junio de 1976, durante la visita de Marcos a Moscú, se establecieron relaciones diplomáticas entre Filipinas y la URSS En 1977 se produjo un intercambio de embajadas.
Tras la disolución de la Unión Soviética, la presidenta Corazón Aquino, reconoció formalmente a la Federación Rusia, el 28 de diciembre de 1991 para normalizar los lazos entre las dos naciones y reforzar el comercio y intercambios culturales.
Tras una reunión entre el presidente ruso, Vladímir Putin, y el entonces presidente filipino, Rodrigo Duterte, en noviembre de 2016, ambas partes acordaron intensificar las relaciones entre los dos países. Durante una reunión posterior celebrada en mayo de 2017 en Moscú, se firmaron una serie de acuerdos para seguir profundizando la cooperación en los ámbitos económico, cultural, militar y antiterrorista.

## Misiones diplomáticas
- Rusia está acreditado ante Filipinas a través de su embajada en Manila.
- Filipinas está acreditado ante Rusia a través de su embajada en Moscú, y mantiene dos consulados honorario en San Petersburgo y Vladivostok.